# Crailo

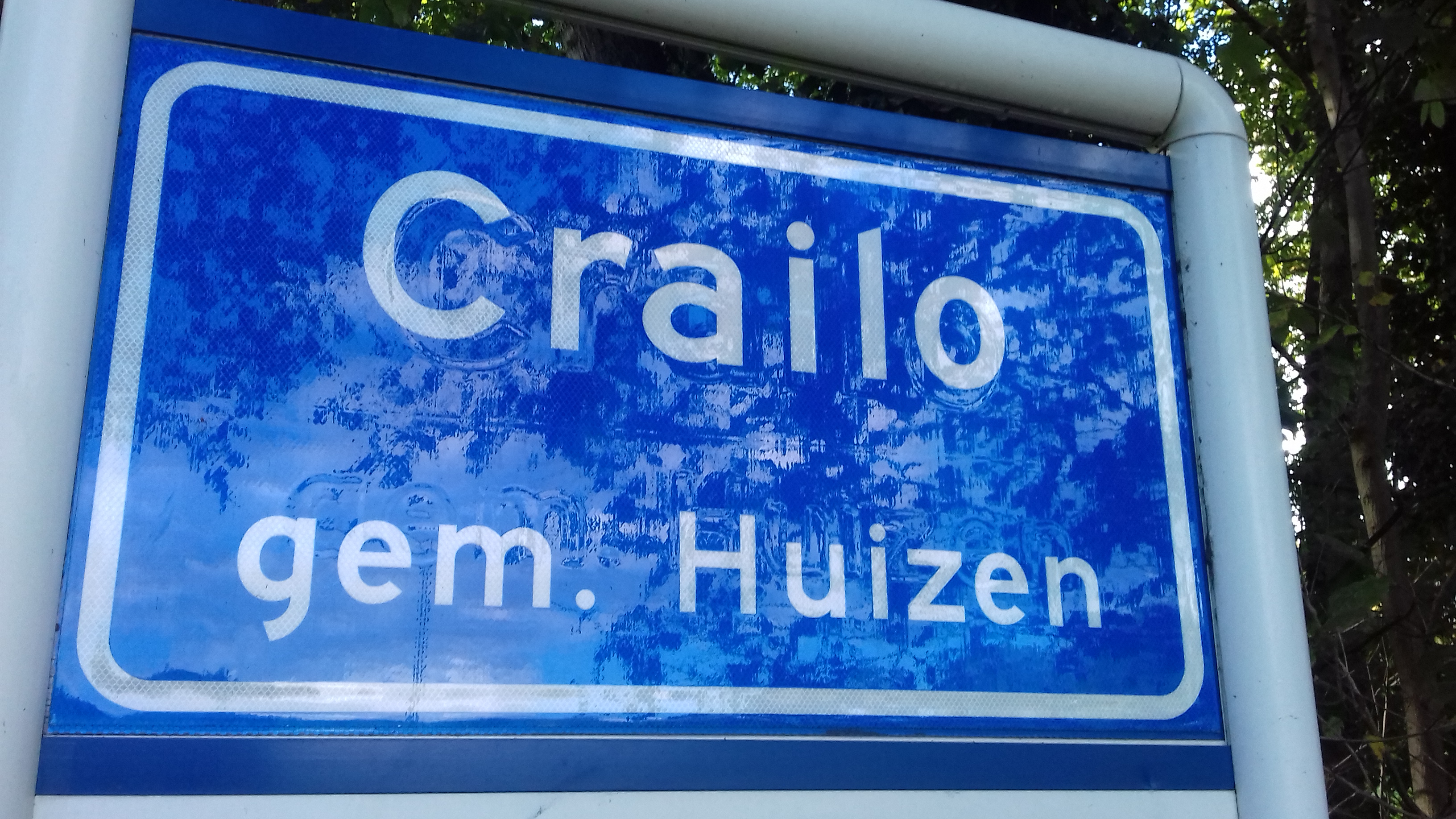
Plaatsnaambord Crailo, gem. Huizen

Het natuur- en woongebied Crailo in de Nederlandse provincie Noord-Holland is het restant van een historisch landgoed in het hart van Het Gooi. Het is nu een jongere buurtschap in de zuidwesthoek van de gemeente Huizen, een van de drie buurten in de 'wijk Buitenwijken'. Deze villabuurt is gelegen in de hoek waar de gemeente Huizen samenkomt met Naarden en Bussum enerzijds en Blaricum en Laren anderzijds. Voor een deel loopt de villabuurt door in de uiterste zuidwestpunt van Blaricum, dat daarin ook een stukje van het historische buiten Crailo bezit. In dit Blaricumse deel bestond tot voor kort ook een volwaardige vestiging van het ziekenhuis Tergooi. De provinciale verkeersweg N527(Crailoseweg) scheidt het Huizense van het Blaricumse deel en komt hier uit op de autosnelweg A1 (E231).
In deze driehoek, aan de oostkant van de huidige snelweg, was het historische landgoed Crailo gelegen. Aan de zuidpunt van dit driehoekig gebied komen ook de gemeenten Gooise Meren, Hilversum, Huizen, Blaricum en Laren samen, waardoor een stervormig grenspunt (met vijf punten) ontstaat. De naam Crailo kon zo in de loop der tijd ook worden overgedragen op locaties aan de overkant van de weg.

## Verkeersknooppunt
Op dit snijpunt ligt ook een wegenkruis- en knooppunt, met op- en afritten naar en van de snelweg A1 (Amsterdam-Amersfoort). Crailo is ook de informele naam van dit kruispunt / afrit autosnelweg (afrit 8, N526) Blaricum. Het is door deze ligging verkeerstechnisch het hart van het Gooi. Huizen en Blaricum liggen aan de oostkant, Laren zowel aan de oostkant als aan de westkant, en Hilversum en Bussum geheel aan de westkant.

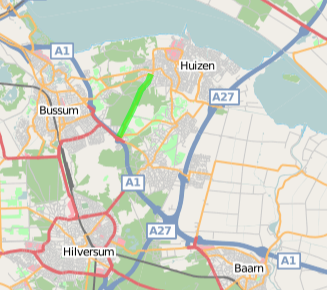
Locatie Crailo in de gemeente Huizen. De Crailoseweg (N527) is in felgroen aangegeven

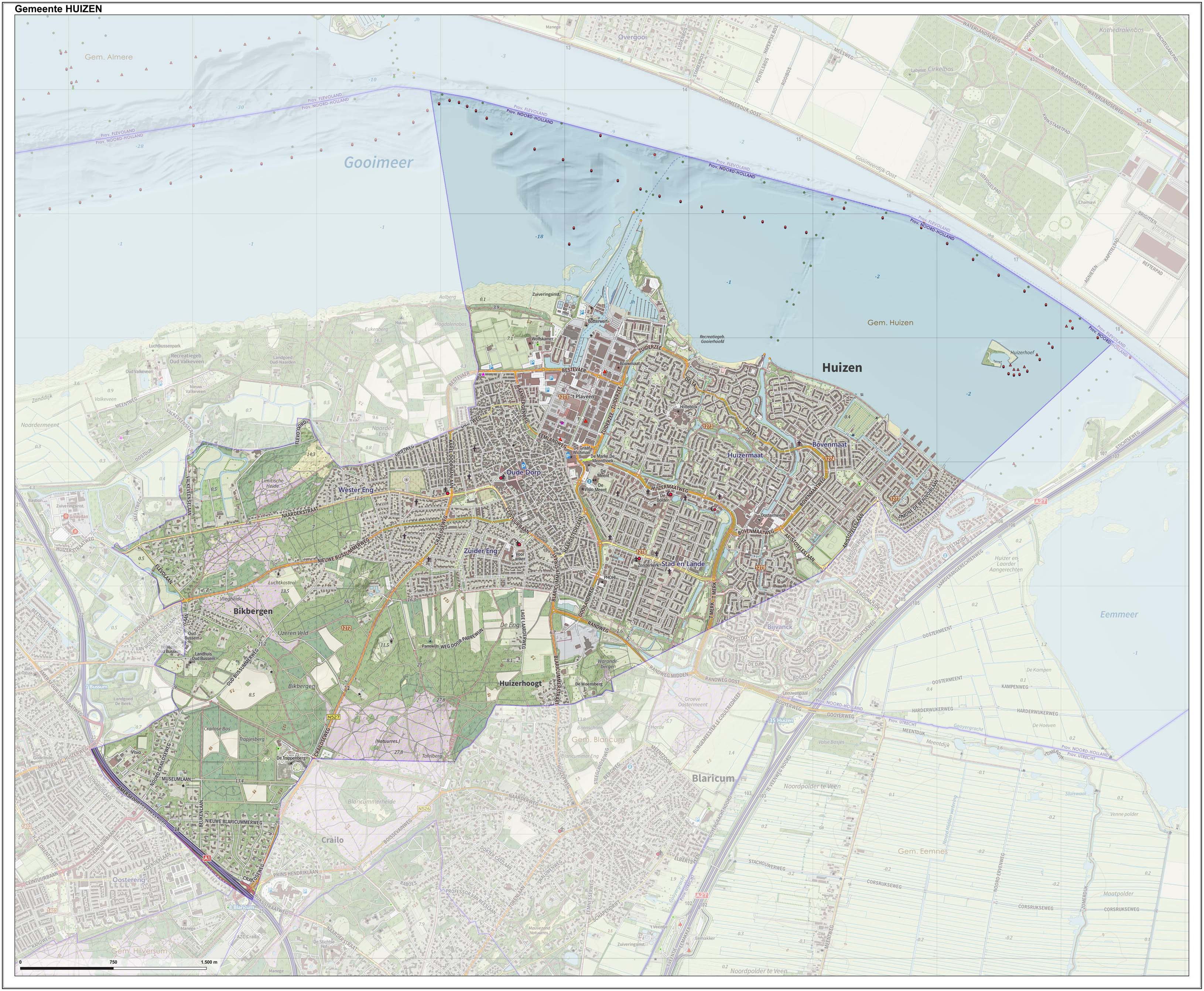
Topografische gemeentekaart van Huizen, juni 2020. De locaties Crailo (Blaricum), Crailoseweg, Crailosebos (Huizen) en AZC Crailo (Laren) zijn hier aangegeven, alle in het kwadrant linksonder

## Oostelijk van de A1
De bestaande buurtschap Crailo zelf ligt direct aan de noordoostkant van dit knooppunt, grotendeels in de gemeente Huizen (westelijk van de Crailoseweg, vallend onder het dorp Huizen), waar zij ook officieel zo heet, en deels in de gemeente Blaricum (oostelijk van de Crailoseweg, vallend onder het dorp Blaricum), waar zij meer lokaal zo wordt genoemd. De vestiging van Tergooiziekenhuizen, locatie Blaricum (eerder bekend onder de naam Gooi-Noord) ligt aan de noordoostelijke kant van het kruispunt, nog net op grondgebied van Blaricum.
Crailo is aldus de gedeelde naam van dit gebied op het grensvlak van Huizen en Blaricum, dicht bij de A1. Hier komen ook de aangrenzende gemeenten Laren, Hilversum en Gooise Meren bijeen met 'taartpunten' rond het verkeersknooppunt. Niet het hele gebied dat cirkelvormig rond het kruispunt ligt kan echter als Crailo aangeduid worden, maar wel is dat het geval met de locaties zuidwestelijk aan de overzijde, op het grondgebied waar Gooise Meren (Bussum), Hilversum en Laren samenkomen. Op dit gebied westelijk van de A1 wordt een nieuwe buurtschap Buurtschap Crailo ontwikkeld.

## Geschiedenis van het landgoed Crailo
De naam Crailo komt van Craailoo, wat Kraaienbos betekent. De oudste vermelding op schrift is 'Krayloo' (1442). De eerste vermelding op een kaart dateert uit circa 1600, opgemaakt door landmeter Claes Huybertsz. Bonifatius.
Crailo was van oorsprong een 17e-eeuws landgoed. De Amsterdammer Van Rensselaer kocht hier in 1628 een ontginningsgebied, dat twee eeuwen in het bezit van zijn familie zou blijven. Naar deze locatie en naar de familie zijn ook vernoemd Fort Crailo, een groot, versterkt landhuis in Rensselaer, Rensselaer County, New York in de Verenigde Staten van Amerika, ongeveer 4 km ten zuidoosten van Albany in de oude Hollandse kolonie Nieuw-Nederland.
Het oude buitenhuis Crailo is einde 19e eeuw vervangen door het huidige landhuis, dat thans als Oud-Crailoo gelegen is aan de Museumlaan te Huizen, met het daarbij gelegen voormalige tuinmanswoning met koetshuis.

#### Noord- en Zuid-Crailo
In de loop van de tijd hebben ingrijpende veranderingen plaatsgevonden in de omvang van het landgoed. Het was in het begin van de negentiende eeuw in twee buitenplaatsen verdeeld, Noord-Crailo en Zuid-Crailo.
- De buitenplaats Noord-Crailo was vanaf ongeveer 1821 het eigendom van Arend Rooseboom, ridder in de Militaire Willems-Orde voor zijn activiteiten tijdens het Beleg van Naarden en later commissionair in effecten en burgemeester van Huizen.
- Zuid-Crailo was gedurende enige tijd in het bezit van mr. H.C. Hooft Graafland, Raadsheer van het Provinciaal Gerechtshof in Amsterdam en lid van de Provinciale Staten van Noord-Holland. In 1853 kwam dit Zuid-Crailo in bezit van Lambertus Langerhuizen, een gefortuneerde Amsterdamse commissionair in effecten, die er het huidige landhuis liet bouwen (1856). Diens zoon Pieter kocht in 1879 ook de buitenplaats Noord-Crailo aan, waardoor het historische landgoed Crailo weer verenigd was. Pieter Langerhuizen, toen burgemeester van Huizen en van Bussum en tevens een liefhebber van kunst en wetenschap, bouwde op het landgoed ook een museum. Tot in de 19e eeuw behoorden bij het landgoed ook twee pachtboerderijen. Op één daarvan rustte een dubbel schaarrecht (zie Erfgooiers).
- Museum. Het huis Noord-Crailo dat ten noordoosten van het huidige landhuis lag, ongeveer ter plaatse van de huidige Museumlaan, werd tot museum verbouwd door de architect C. Muysken, die tevens het koetshuis (1881) en vermoedelijk ook de tuinmanswoning (1890) ontwierp. In 1920 is het museum afgebroken en is de Museumlaan verlengd tot aan de Noord Crailoseweg. Dit werd de nieuwe toegangsweg tot het landgoed.
- In 1923 werd het landhuis in opdracht van P. v.d. Arend Gz. verbouwd naar ontwerp van de architect Wouter Hamdorff.

### Oud-Crailoo
Als gevolg van verkoop en bebouwing behelst het landgoed Oud-Crailoo tegenwoordig nog maar een fractie van het uitgestrekte historische grondperceel. Het landgoed was eens 100 hectare groot, maar is thans een buitenplaats met een tuin van ongeveer 1 hectare. Het landhuis is nu omringd door villa’s, gebouwd in wat vroeger het park van Crailo was. Echter is er nog een groot stuk natuur van 59 hectare bewaart gebleven wat door Goois Natuurreservaat aangekocht is in 1939. Dit bestaat uit landgoedbos, met een aantal grote akkers.

## Westelijk van de A1
De naam Crailo staat thans voor verschillende locaties in deze omgeving, hetgeen voor verwarring kan zorgen. Het is behalve de eigenlijke buurtschap in Huizen en Blaricum onder meer de naam voor een zone aan de grens van vijf Gooise gemeenten, waar aan de westzijde van de A1 een nieuwe woonwijk buurtschap Crailo zal komen. In 1902 werd de Maatschappij tot Exploitatie van Bouwterreinen 'Crailoo' opgericht, om in de meest zuidoostelijk hoek van de gemeente Bussum een villawijk te realiseren, behalve een aantal huizen aan de Amersfoortse straatweg is daar niets van terecht gekomen.
Voor twee verschillende andere locaties met de naam Crailo(o) laten zich hier als afgeleide betekenissen onderscheiden:

### Legerplaats Crailo
Het meest bekend is Kamp Crailo, een militair oefenterrein in de gemeente Laren, maar grenzend aan het zuidoosten van Bussum. Het ligt gedeeltelijk op de Bussumerheide en omsluit ook het gebied rond de Kolonel Palmkazerne te Bussum. Dit stukje van de Bussumerheide grenst aan het kruispunt Crailo, en het geheel ligt dus verspreid over twee gemeentes.
De legerplaats, in totaal 40 hectare groot, inclusief de Kolonel Palmkazerne stond sinds 1950 bekend als het opkomstcentrum - de zgn. basisopleiding - van het 'Regiment Lichte Luchtdoelartillerie "Betuwe" op de legerplaats Crailo van het garnizoen Bussum'. Vervolgens was daar het ongewapende Korps Mobiele Colonnes gelegerd.

### AZC Crailo
De legerplaats werd in de loop der tijd buiten werking gesteld en is tegenwoordig in eigendom bij de Provincie Noord-Holland, die er in 1992 een asielzoekerscentrum (AZC) vestigde. In dit AZC Crailo verbleven in 2002 1300 mensen. Het werd uiteindelijk in 2005 gesloten en heropend in 2007 met een capaciteit voor 900 mensen. Na een teruglopend aantal asielzoekers sloot het asielzoekerscentrum opnieuw in 2012. In 2015 en 2016 is het korte tijd heropend geweest. Recent was er sprake van een bestemmingsplan voor de voormalige Legerplaats Crailo dat voorzag in woningbouw en een bedrijventerrein, maar door de migrantencrisis werd dit voorshands buiten werking gesteld en werd de capaciteit voor asielzoekers vergroot.
Op het rampenoefenterrein werd een aantal malen de manifestatie Bussum Bridgehead gehouden. Het meest zuidelijke puntje van de oude kazerne (voornamelijk barakken) werd van 2013 tot 2018 verhuurd aan de producenten van het televisieprogramma Utopia.

### Zanderij, natuurbrug en stapelplaats Crailoo
De naam Crailo wordt ook gebruikt voor een gebied enkele kilometers verderop gelegen aan de rand van Hilversum-Noord, aan de spoorlijn en de weg naar Bussum en Naarden, waar de Crailose brug over het spoor toegang toe geeft. Ter onderscheiding hanteert men de antieke spelling Crailoo. Daar was vroeger een zandafgraving die met een 3,5 km lange, kaarsrechte zandweg over de hei (de Nieuwe Crailoseweg, oftewel het Gebed zonder End) verbonden was met het kruispunt Crailo. De voormalige zanderij Crailoo heeft ruimte opgeleverd voor talrijke sportterreinen in de Hilversumse 'sportvallei'. Hier ligt sinds 2006 ten noorden van de Crailosebrug ook de Natuurbrug Zanderij Crailoo. In het zuidelijke deel van dit afgegraven gebied lag ook een openluchtzwembad, dat nu gedempt is en voor een klein gedeelte in gebruik is genomen als uitbreiding van het er zuidwestelijk tegenover gelegen omroepcentrum. De Nederlandse Spoorwegen hebben het zand in de jaren dertig afgegraven en gebruikt voor het ophogen van de spoorbaan in Amsterdam-Oost.
Er is ook een opslagplaats van voor de spoorwegbouw benodigde materialen, de Stapelplaats Crailoo. Deze ligt voorbij de Crailoosche brug aan de noordkant van Hilversum aan de rechterzijde van de spoorlijn bij km 24.404. Onder de brug is het overwoekerde perron nog te zien van de vroegere halte Renbaan Bussum. Tussen 1880 en 1893 lag er op de Bussumerheide een renbaan. De tribunes lagen langs de Lange Heul in de buurt van het huidige Bussum-Zuid. Ook bij de Olympische Spelen van 1928 in Amsterdam werd de heide tussen Bussum en Hilversum voor de paardensport gebruikt. Daar werd toen de uithoudingsproef gehouden, die zich uitstrekte van het Corversbos tot aan de Lage Vuursche.

## Galerij

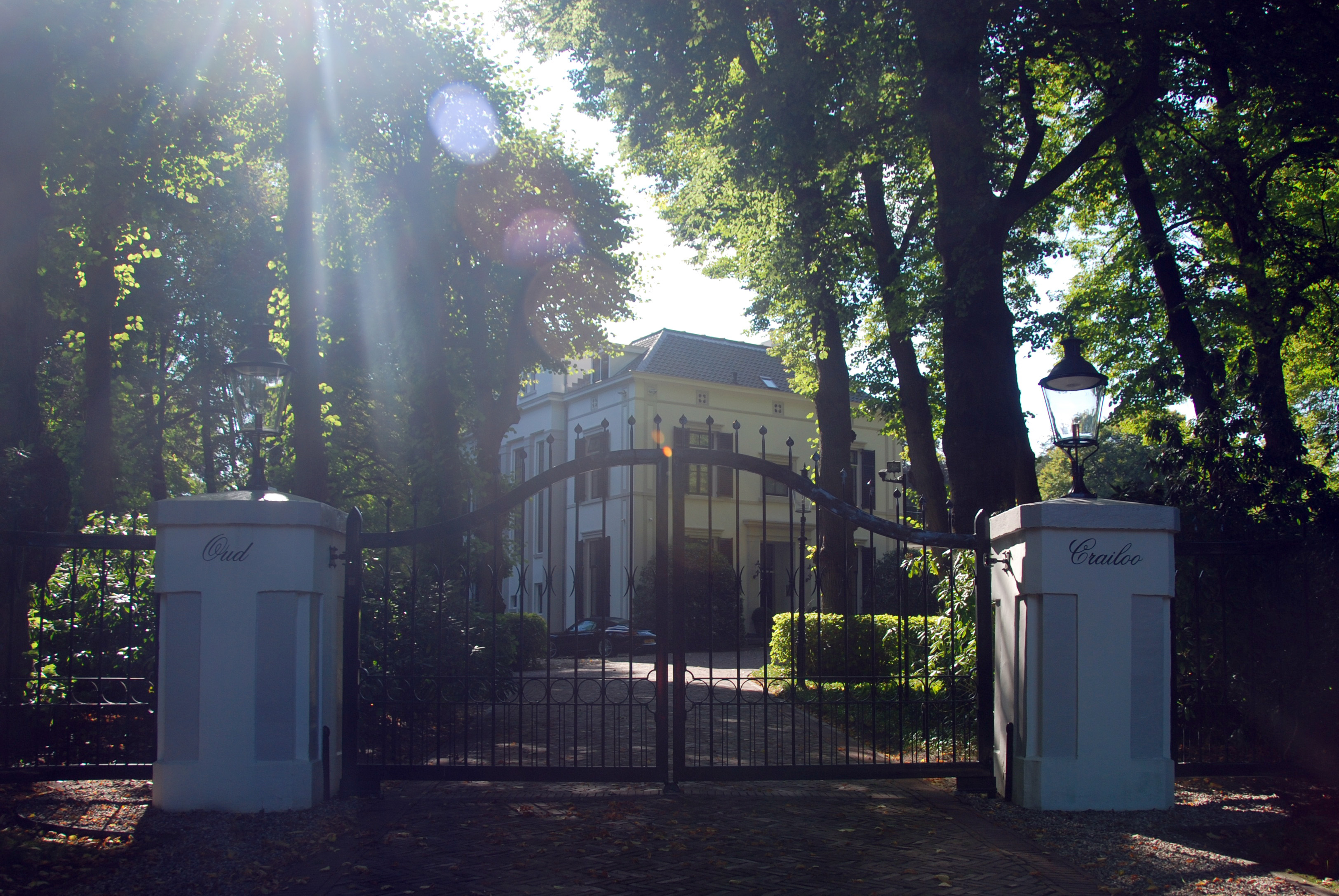
Landhuis Oud-Crailoo, gemeente Huizen
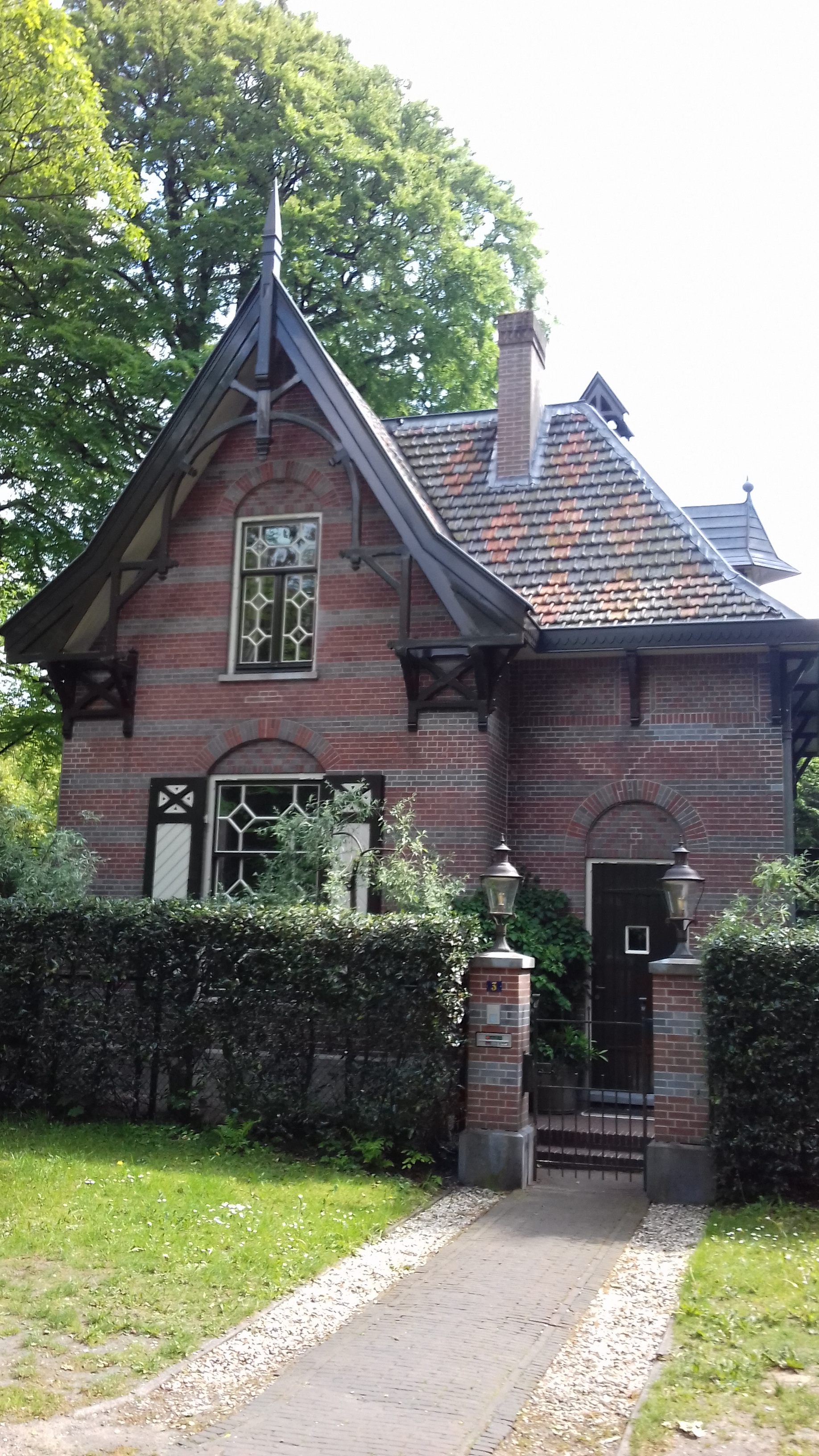
Tuinmanswoning Oud-Crailoo
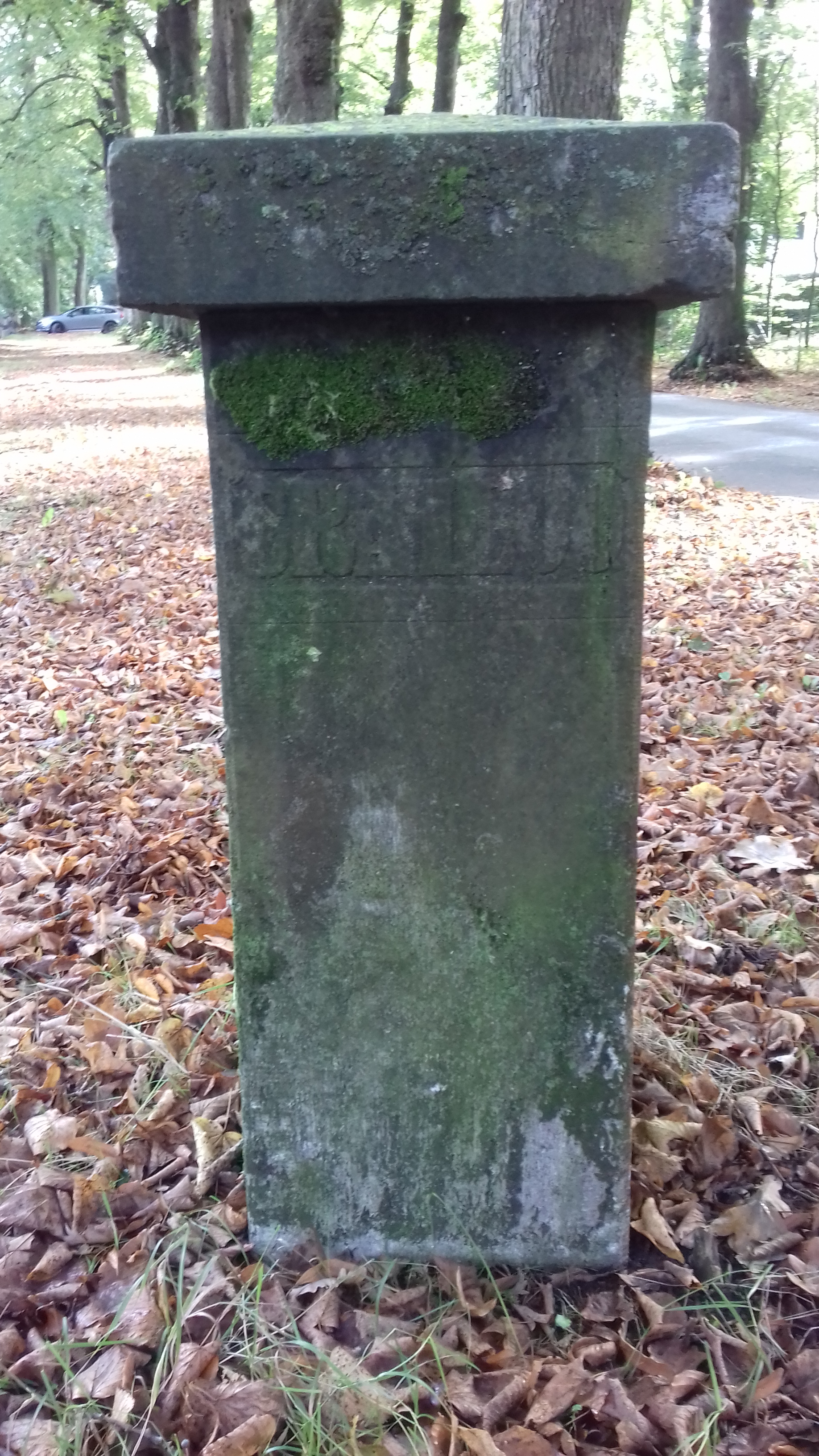
Stenen grenspaal Landgoed Crailoo
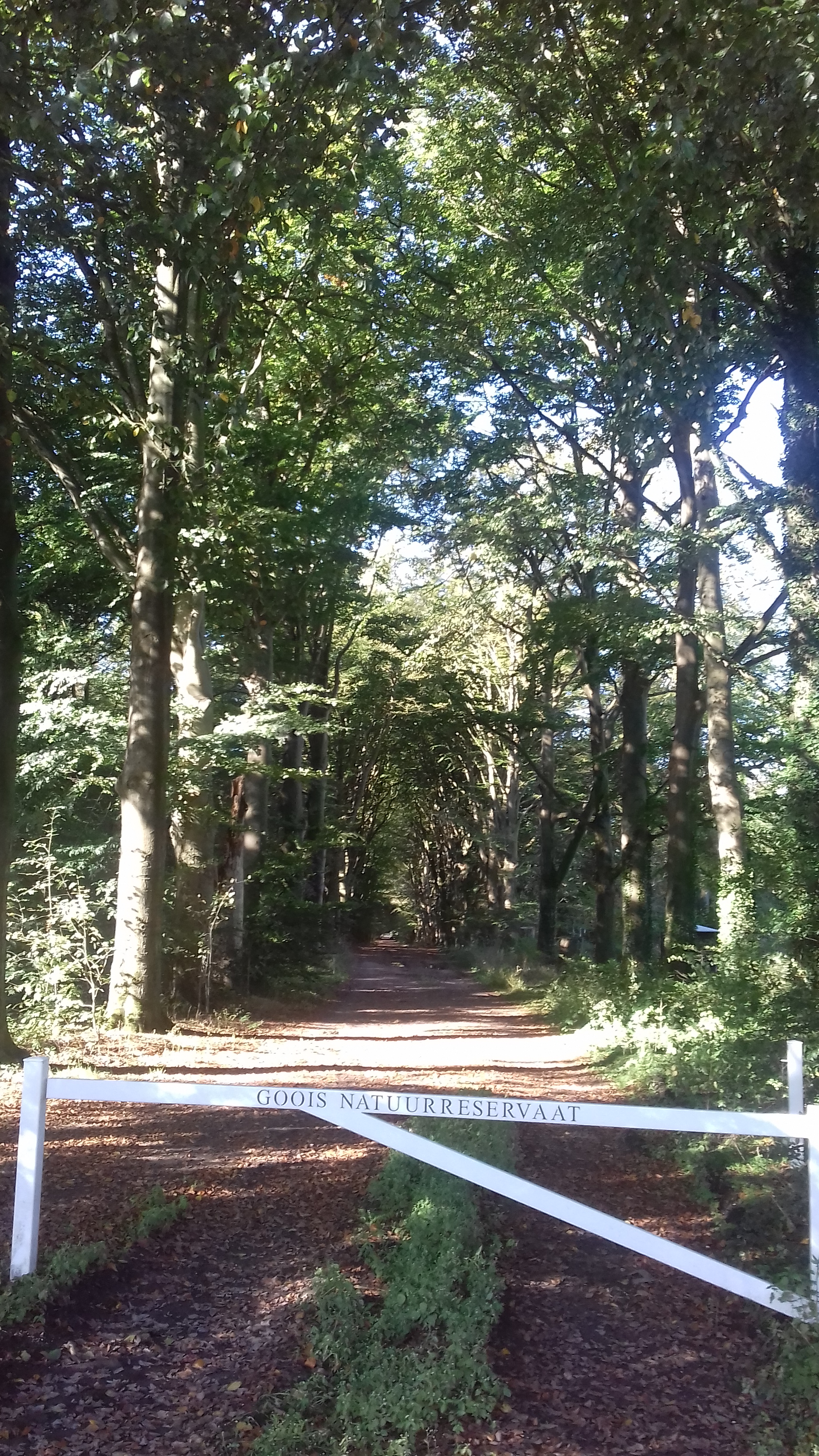
Museumlaan, in Crailo gemeente Huizen
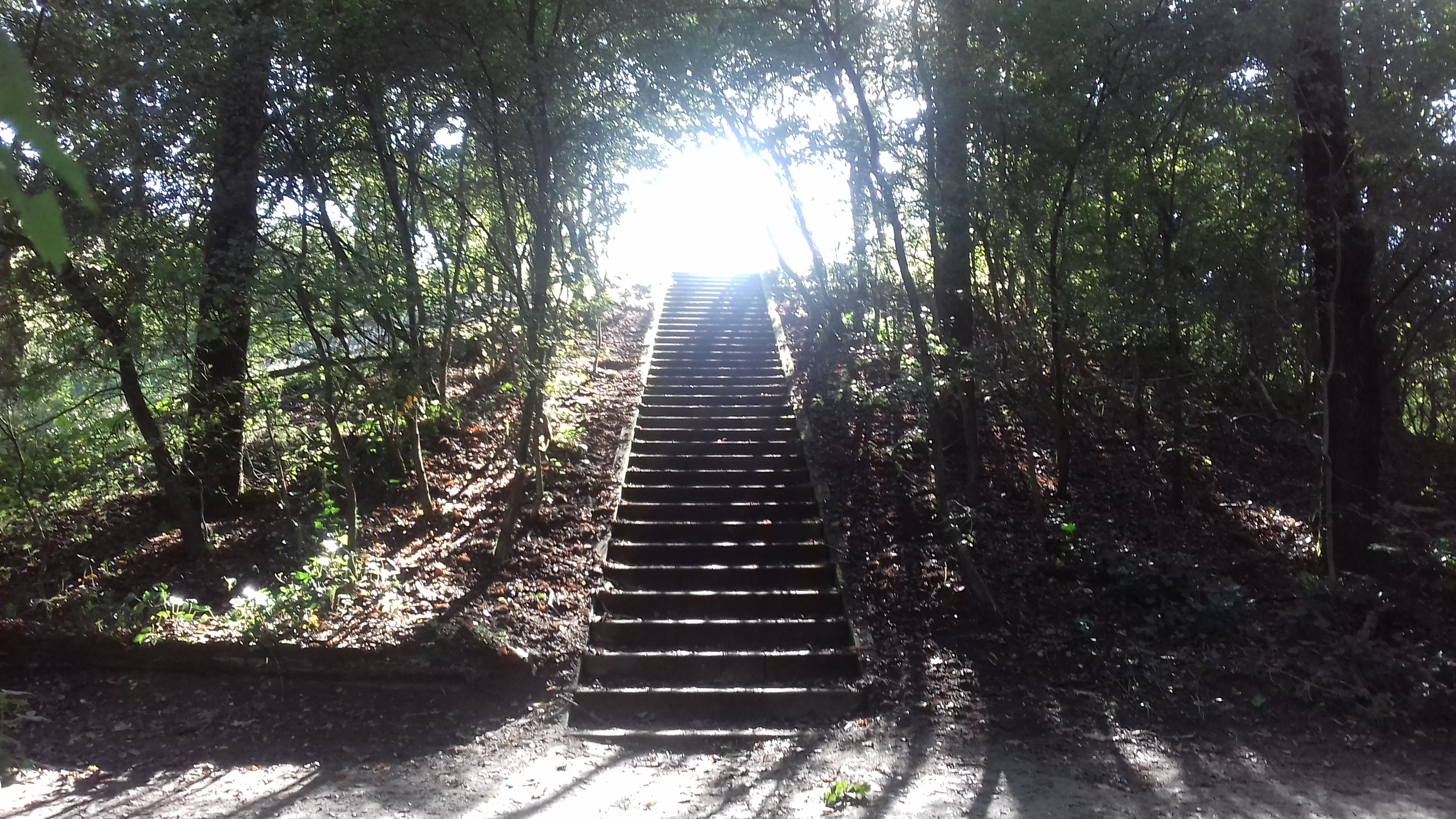
Trapjesberg, Crailose Bos gemeente Huizen
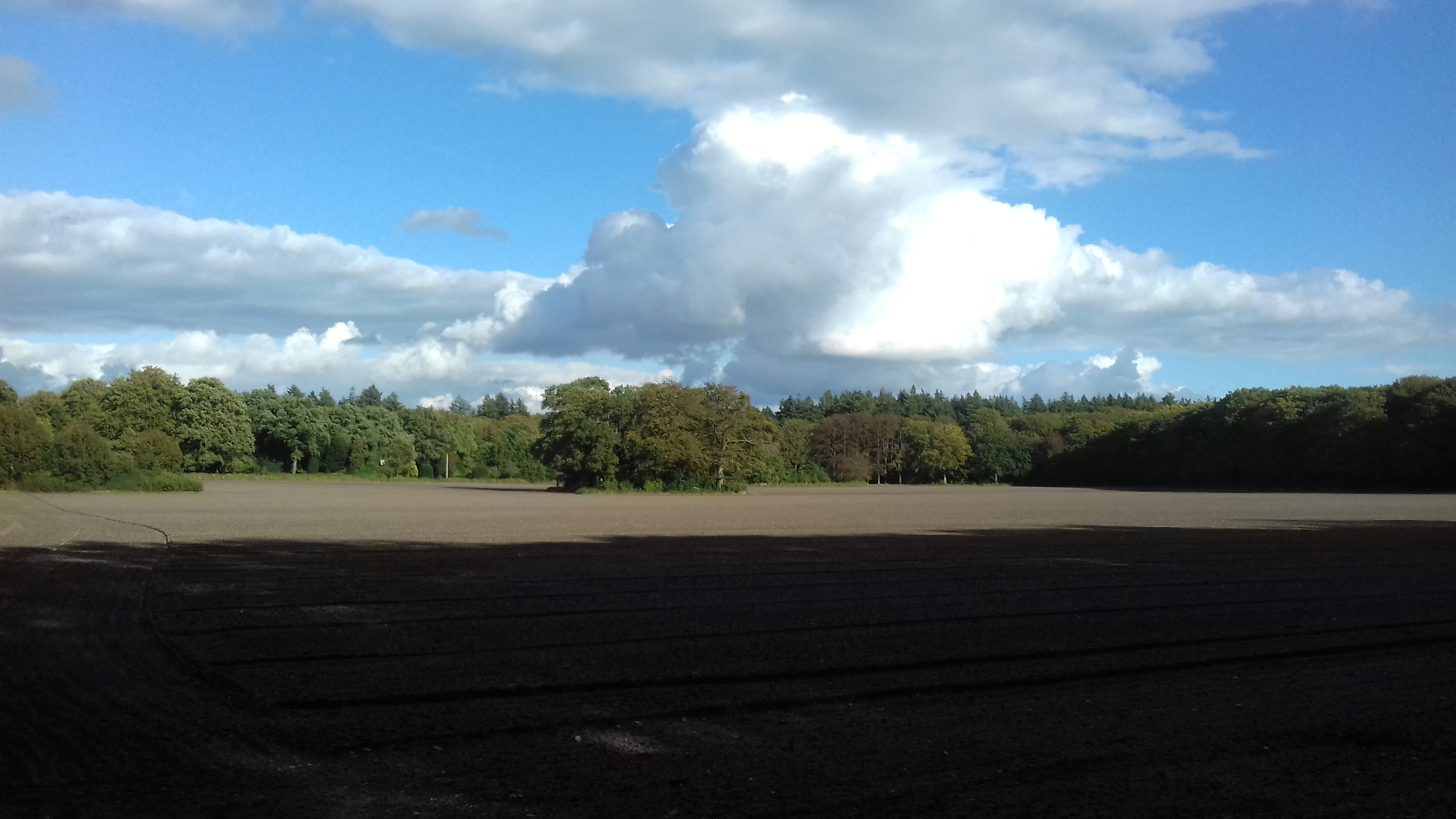
Akkerland bij Crailose Bos, gemeente Huizen
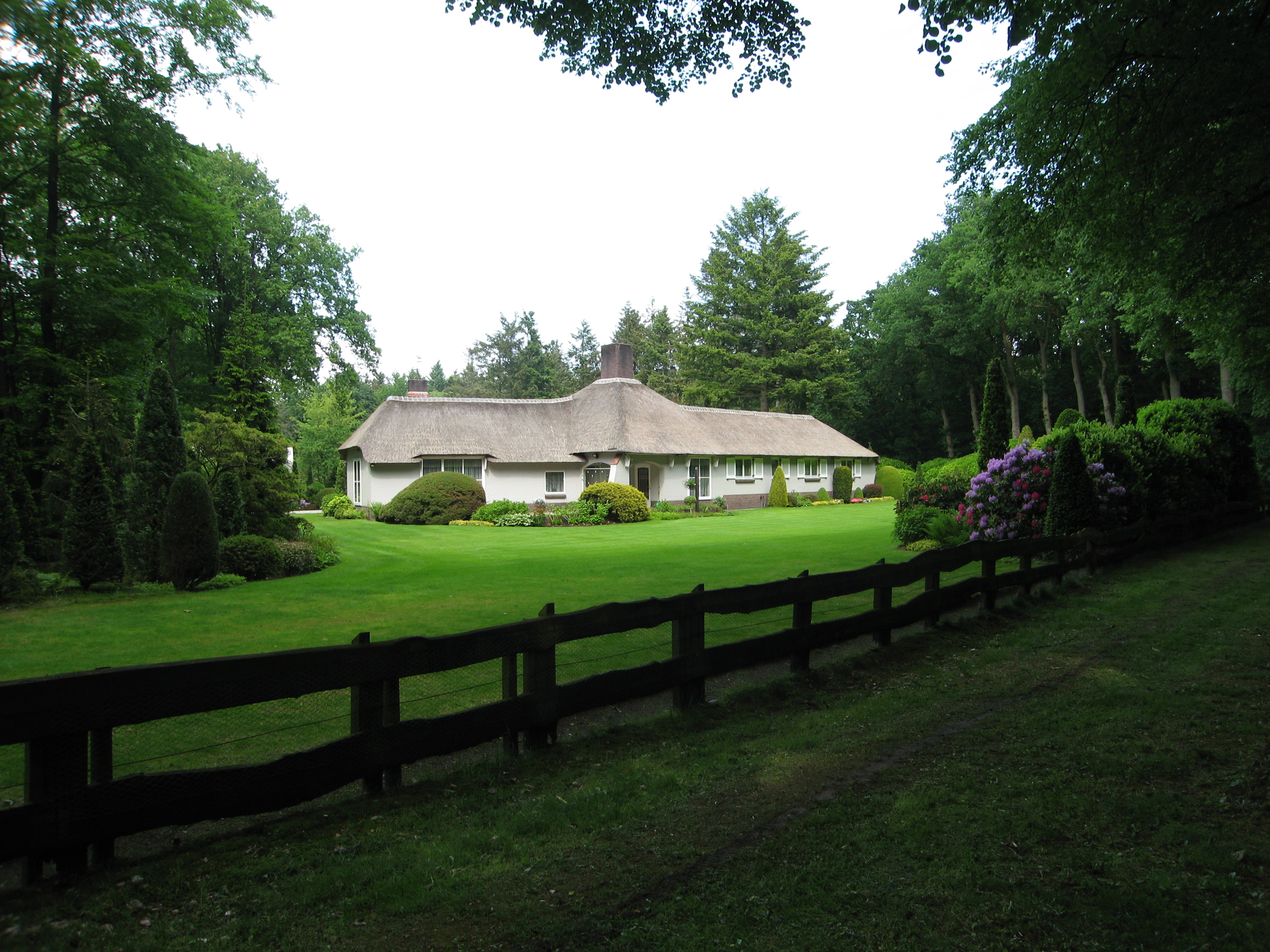
Villa aan Noord-Crailose weg, ontworpen door architect Wouter Hamdorff